# Julio César Baldivieso
Julio César Baldivieso (ur. 2 grudnia 1971 w Cochabamba w Boliwii) – piłkarski pomocnik, reprezentant kraju, uczestnik MŚ 1994.

## Kariera reprezentacyjna
W barwach Reprezentacji Boliwii rozegrał 85 spotkań (piąty wynik w historii kraju), strzelił 15 goli (drugi wynik w historii kraju). Na MŚ 1994 rozegrał dwa spotkania, nie strzelił żadnego gola.

## Kariera klubowa
Swoje największe sukcesy odnosił w klubie Club Bolívar – zdobył z nim między innymi Mistrzostwo Boliwii 1993/94. Po MŚ 1994 przeniósł się do argentyńskiego Newell’s Old Boys. Występował w nim jednak tylko dwa lata, występując w 23 spotkaniach i zdobywając tylko 5 goli. Następnie powrócił do Club Bolívar, by ponownie wrócić z wypożyczenia do Newell’s Old Boys. Dalej jego kariera przeniosła się do Japonii – zaczął grać w Yokohama Marinos.
W kolejnych latach występował w klubach Boliwii, Ekwadoru, Chile, Arabii Saudyjskiej i Kataru. Od sezonu 2004/05 zaczął występować w wenezuelskim Caracas FC.
Od sezonu 2007/08 występuje w klubie z rodzinnego miasta – Club Aurora.